# Orindiúva
Orindiúva is een gemeente in de Braziliaanse deelstaat São Paulo. De gemeente telt 5.406 inwoners (schatting 2009).